# RACGAP1
RACGAP1 (англ. Rac GTPase activating protein 1) – білок, який кодується однойменним геном, розташованим у людей на короткому плечі 12-ї хромосоми. Довжина поліпептидного ланцюга білка становить 632 амінокислот, а молекулярна маса — 71 027.
| 10         |  | 20         |  | 30         |  | 40         |  | 50         |
| ---------- |  | ---------- |  | ---------- |  | ---------- |  | ---------- |
| MDTMMLNVRN |  | LFEQLVRRVE |  | ILSEGNEVQF |  | IQLAKDFEDF |  | RKKWQRTDHE |
| LGKYKDLLMK |  | AETERSALDV |  | KLKHARNQVD |  | VEIKRRQRAE |  | ADCEKLERQI |
| QLIREMLMCD |  | TSGSIQLSEE |  | QKSALAFLNR |  | GQPSSSNAGN |  | KRLSTIDESG |
| SILSDISFDK |  | TDESLDWDSS |  | LVKTFKLKKR |  | EKRRSTSRQF |  | VDGPPGPVKK |
| TRSIGSAVDQ |  | GNESIVAKTT |  | VTVPNDGGPI |  | EAVSTIETVP |  | YWTRSRRKTG |
| TLQPWNSDST |  | LNSRQLEPRT |  | ETDSVGTPQS |  | NGGMRLHDFV |  | SKTVIKPESC |
| VPCGKRIKFG |  | KLSLKCRDCR |  | VVSHPECRDR |  | CPLPCIPTLI |  | GTPVKIGEGM |
| LADFVSQTSP |  | MIPSIVVHCV |  | NEIEQRGLTE |  | TGLYRISGCD |  | RTVKELKEKF |
| LRVKTVPLLS |  | KVDDIHAICS |  | LLKDFLRNLK |  | EPLLTFRLNR |  | AFMEAAEITD |
| EDNSIAAMYQ |  | AVGELPQANR |  | DTLAFLMIHL |  | QRVAQSPHTK |  | MDVANLAKVF |
| GPTIVAHAVP |  | NPDPVTMLQD |  | IKRQPKVVER |  | LLSLPLEYWS |  | QFMMVEQENI |
| DPLHVIENSN |  | AFSTPQTPDI |  | KVSLLGPVTT |  | PEHQLLKTPS |  | SSSLSQRVRS |
| TLTKNTPRFG |  | SKSKSATNLG |  | RQGNFFASPM |  | LK         |  |            |

A: Аланін

C: Цистеїн

D: Аспарагінова кислота

E: Глутамінова кислота

F: Фенілаланін

G: Гліцин

H: Гістидин

I: Ізолейцин

K: Лізин

L: Лейцин

M: Метіонін

N: Аспарагін

P: Пролін

Q: Глутамін

R: Аргінін

S: Серин

T: Треонін

V: Валін

W: Триптофан

Кодований геном білок за функціями належить до активаторів гтфаз, білків розвитку, фосфопротеїнів. 
Задіяний у таких біологічних процесах, як транспорт іонів, транспорт, клітинний цикл, поділ клітини, диференціація клітин, сперматогенез, ацетилювання. 
Білок має сайт для зв'язування з ліпідами, іонами металів, іоном цинку. 
Локалізований у клітинній мембрані, цитоплазмі, цитоскелеті, ядрі, мембрані, цитоплазматичних везикулах.